# Fregata Admiral Essen
Admiral Essen je fregata razreda Burevestnik Ruske vojne mornarice. Poimenovana je po admiralu Nikolaju Ottoviču Essnu. Gredelj ladje je bil položen 8. julija 2011 v ladjedelnici Jantar v Kaliningradu, splavljena pa je bila 7. novembra 2014. 7. junija 2016 je bila predana 30. diviziji ladij Črnomorske flote z matičnim pristaniščem v Sevastopolu. Prvotna številka ladje 751 je bila oktobra 2017 zamenjana za 490.

## Zgodovina

### Rusko vojaško posredovanje v sirski državljanski vojni
Maja in septembra 2017 je med ruskim vojaškim posredovanjem v sirski državljanski vojni Admiral Essen z manverirnimi raketami Kalibr zadel cilje v Siriji (v pokrajinah Hama in Deir ez-Zor).
25. avgusta 2018 je Črnomorska flota sporočila, da Admiral Essen skupaj s sestrsko ladjo Admiral Grigorovič izvaja »načrtovan prehod iz Sevastopola v Sredozemsko morje«, kjer se bo pridružil 5. operativni eskadri.
Med rusko-ukrajinskim konfliktom 2022 naj bi Admiral Essen po trditvah časnika The Times izvedel izstrelitev manevrirnih raket na Odeso.
Po navedbah svetovalca ukrajinskega predsednika Oleksija Arestoviča naj bi ukrajinske oborožene sile 3. aprila 2022 ladjo hudo poškodovale z napadom sprva nedoločenega orožnega sistema, za katerega so pozneje poročali, da je protiladijska raketa R-360 Neptun, vendar je ladja na posnetku 29. julija 2022 vidna v brezhibnem stanju
31. julija 2022 je Admiral Essen izplul iz Sevastopola, kar je vidno na objavljenih posnetkih.
Po trditvah portala Vojenij Osvedomitelj naj bi Admiral Essen 12. aprila 2022 ob obali Krima sestrelil ukrajinski brezpilotni letalnik Bajraktar TB2 z uporabo dveh raket raketnega sistema zemlja-zrak Štil-1, kar naj bi bilo razvidno s posnetka sestrelitve.